# Nelson Silva
Nelson Silva, también conocido con el nombre de Nelson de Santaní (San Estanislao (Paraguay), 27 de julio de 1981), es un actor, dramaturgo, director paraguayo y productor de teatro y audiovisual. Se desempeña además, como profesor de teatro.

Actualmente es Miembro del Consejo Directivo del Fondo Nacional de la Cultura y las artes - FONDEC (2020 - 2023). Electo por la Cámara de Senadores. 
Es periodista, camarógrafo, editor de video y fotógrafo profesional. 
En lo gremial, fue Miembro Directivo (2018 - 2020) de la Unión de Actores del Paraguay (UAP),  
Miembro Directivo (2018 - 2023) de la Asociación de Guionistas y Dramaturgos del Paraguay (KUATIA) y Documentalistas del Paraguay (DOCPY) (2018 - 2023)  
Nelson de Santaní es uno de los pocos dramaturgos y directores del teatro paraguayo que escribe “Teatro Popular”, donde a través de sus obras como "La parada", "Cementerio de los vivos",  "Inquilinato" y "Horas de Clase", retrata y denuncia a la sociedad de forma jocosa y real, para hacer reflexionar e identificar a la gente con su cotidianidad, impregnada en el arte teatral. 
Otra obra del dramaturgo que marcó presencia en Paraguay fue  Domesticadas, una comedia que retrata a una peculiar familia de la ciudad y su particular empleada doméstica, Roberta. La obra apareció tímidamente en el 2007, pero hasta hoy es la única obra de teatro en el país que se viene haciendo en capítulos similar a una serie televisiva y consta de 4 capítulos.
 En el 2018 realizó la dramaturgia, dirección y montaje de la obra YO EL SUPREMO   de Augusto Roa Bastos y en el 2023, de la obra MADAMA SUI 

## Trayectoria
Nelson procede de la región rural de Paraguay. Trabajaba en el campo en su ciudad natal, San Estanislao (Santaní, en guaraní) hasta que se trasladó a Asunción en 1997, donde pudo seguir sus estudios superiores.
Egresado de la Escuela Municipal de Arte Dramático (EMAD) con el título de Actor en 2003, posteriormente cumplió los requisitos para recibir el título de Director y profesor de Teatro respectivamente (2006).
Se ha desempeñado como actor, dramaturgo y director a lo largo de su productiva carrera en beneficio de la promoción del teatro en el Paraguay. Además en el 2011 dirigió un taller con los internos de la cárcel de Tacumbú y la cárcel de Itauguá.

## Obras
Autor, Director y Productor
1. “Domesticadas” 2007-2010
2. “La Parada” 2010,
3. “Domesticadas 2” 2010
4. “Cementerio de los vivos” 2011
5. “Domesticadas Navidad” 2011
6. "La única rubia soy yo" 2012
7. “Cementerio de los vivos” (Remake) 2013
8. “Inquilinato” 2013
9. “La única rubia enamorada soy yo” 2014
10. “Horas de Clase”, 2014
11. “Domesticadas 4” 2014
12. “Horas de Clase – Gira Nacional” 2015 Declarado de “INTERES EDUCATIVO” por el MEC, según resolución n° 15. 907 y de “INTERÉS CULTURAL” en la HONORABLE CÁMARA DE DIPUTADOS, según declaración n° 261.
13. “La Parada” 2016 - Gira Nacional para colegios
14. “Inquilinato” 2017 (Remake)
15. “Domesticadas” 2017 – Gira Nacional para colegios
16. “La Reina de Tacumbú”, 2018
17. “Kamba Nambi” de Rosicrán, 2018
18. “Domesticadas, la venganza”, 2018
19. “Domesticadas 2” 2018 – Gira Nacional para colegios
20. “YO EL SUPREMO” 2018
21. “Domesticadas 3”, 2019 - Gira Nacional para colegios
22. “La Madre que los paríó” de Juan Paya

## Críticas
Los críticos Carlos Miguel Giménez y José Luis Detone destacan el estilo desenfadado de Nelson Silva y sus esfuerzos para actualizar y dar una imagen más moderna y popular al teatro paraguayo, mediante su uso del lenguaje, personajes y puesta en escena.

## Cine
Ha trabajado como director de actores, casting y asistencia de dirección en la película “Novena” (2009) de Enrique Collar. Esta película alcanzó el premio SICA (Festival de Mar del Plata) y “Mención Especial del Jurado” en el Festival Babel Film (Italia).
Otra película en la que estuvo involucrado es “Che Pycasumi” (2010) de Ermes Medina Valiente y “Costa Dulce” (2012) de Enrique Collar.
Nelson está trabajando actualmente por lo que será su primer largometraje denominado “Estafeta”